# Buffalo Stance
"Buffalo Stance'" é um single de 1988 gravado por Neneh Cherry, que ela lançou em seu álbum de estréia, Raw Like Sushi.  A música atingiu o n.º 3 tanto na UK Singles Chart quanto no  Billboard  Hot 100.

## História
Uma versão inicial da música apareceu como B-side no 1986  Stock, Aitken e Waterman - produziu single "Looking Good Diving" por duo  Morgan-McVey, que foi composto de  Jamie Morgan e do futuro marido de Cherry, Cameron McVey. A canção, intitulada "Looking Good Diving with the Wild Bunch", foi cantada pela Cherry.

### Antecedentes e contexto
O título da música refere-se a 'Buffalo', um grupo de fotógrafos, modelos, músicos, cabeleireiros e maquiadores, etc. formados pelo estilista de moda Ray Petri, do qual o grupo Cherry, Morgan e McVey eram todos membros. Essa "posição" seria ficar como uma pessoa que é, ou um grupo de pessoas que estão, posando para uma sessão de fotos em uma Londres Revista de moda.
O título da música também é uma referência à canção de  Malcolm McLaren's 1983 " Buffalo Gals," amostras de "Buffalo Stance". Outras amostras vieram de Rock Steady Crew, "Hey You", e a saxofone é da música de Miami "Yellow Chicken" de Miami.
Tim Simenon, também chamado "Bomb the Bass", foi solicitado a ajudar na retrabalho da música. Cherry presta homenagem a Simenon durante as pausas da música com "Sim, Timmy! Diga como é!" E "Bomb the Bass, rock this place!"
Cherry realizou notavelmente a música ao vivo em  Top of the Pops  enquanto estiver grávida de sete meses. Quando perguntado por um repórter se fosse seguro para ela subir no palco Cherry respondeu: "Sim, é claro! Gravidez não é uma doença."

## Impacto e legado
The Daily Telegraph  classificou "Buffalo Stance" no n.º 37 em sua lista Top 50 Dance Songs  em 2015.

## lista de faixas
"Buffalo Stance" foi lançado em ambos 3 polegadas CD single e CD de 5 polegadas.
1. "Buffalo Stance (Extended Mix)" - 5:43

1. "Buffalo Stance (Scratchapella)" - 1:38

1. "Buffalo Stance (Electro Ski)" - 3:38

1. "Dê-me um Muthufucking Break Beat (Sukka Mix)" - 5:19

## Gráficos
Esta música, além de ser seu primeiro sucesso, foi o avanço internacional da Cherry, alcançando o n.° 3 no  U.S. Billboard Hot 100, n.º 3 no UK Singles Chart e n.º 1 no  U.S. Hot Dance Club Play chart.
| Chart (1988-90)                                | Peak position |
| ---------------------------------------------- | ------------- |
| Austrália (ARIA)                               | 21            |
| Áustria (Ö3 Austria Top 75)                    | 7             |
| Canadian Top Singles (RPM)                     | 3             |
| Canadian Dance/Urban Singles (RPM)             | 1             |
| O campo songid é OBRIGATÓRIO PARA PARADA ALEMÃ | 2             |
| Ireland (Irish Singles Chart)                  | 7             |
| Países Baixos (Dutch Top 40)                   | 1             |
| Países Baixos (Single Top 100)                 | 1             |
| Nova Zelândia (Recorded Music NZ)              | 14            |
| Noruega (VG-lista)                             | 3             |
| Suécia (Sverigetopplistan)                     | 1             |
| Suíça (Schweizer Hitparade)                    | 2             |
| Reino Unido (UK Singles Chart)                 | 3             |
| Estados Unidos (Billboard Hot 100)             | 3             |
| Estados Unidos (Billboard Dance Club Songs)    | 1             |
| Estados Unidos (Billboard R&B/Hip-Hop Songs)   | 30            |

| Chart (1989)     | Position |
| ---------------- | -------- |
| Australia (ARIA) | 92       |

## Original versions
- 7" Mix (Mark Saunders, Tim Simenon) – 4:07
- 12" Mix – 5:43

## Remixes and covers
- Give Me A Muthufucking Break Beat/Sukka Mix – 5:19
- There's Nothing Wrong Mix/ Sukka Mix II (The Dynamik Duo & DJ Mushroom) – 5:30
- Electro Ski Mix (Mark Saunders, Tim Simenon) – 3:35
- Extended Mix
- Scratchapella – 1:41
- 1/2 Way 2 House Mix (Arthur Baker) – 7:44
- Nearly Neuebeat (Arthur Baker) – 7:06
- Kevin Saunderson's Techno Stance Mix I (Kevin Saunderson) – 6:41
- Kevin Saunderson's Techno Stance Mix II (Kevin Saunderson) – 5:17
- Instrumental – 5:41
- Fast Pop Mix (Arthur Baker) – 5:41
- Cosmic Re-Edit 2004 – 3:35
- Put Your Hands Where My Eyes Could See N. Cherry vs Busta Rhymes (Pop Chop) – 4:26
- Buffalo Stance vs Brimful Of Asha N. Cherry vs Cornershop (Soulwax)
- DJ Rock Your Buffalo Body N. Cherry vs Justin Timberlake (DJ Jonny Moiree)

A música também foi exibida na trilha sonora do videogame Grand Theft Auto: Episódios da Liberty City . Westlife tocou a música na parte do meio da turnê do "Where the Dreams Come True Tour" . Foi apresentado no filme Escravos de Nova York , que estrelou Bernadette Peters e foi dirigido por James Ivory . O grupo sueco de eletroclocos Alice em Videoland cobriu a faixa em seu álbum de 2011, A Million Thoughts e They're All About You .
A música é o tema do programa de televisão 15 Minute Meals de Jamie Oliver ou no Brasil, Refeições de 15 Minutos com Jamie Oliver, transmitido pelo canal a cabo GNT. A música tema deste programa e Neneh Cherry - Buffalo Stance (Instrumental Versio)

## Referencias
1. ↑  Flett, Kathryn (17 de setembro de 2000). «Estilo: Ray Petri». Londres: The Observer. Consultado em 27 de abril de 2010
2. 1 2 3   Hitlåtens historia  ' Neneh Cherry - Buffalo Stance, "Sveriges Television, 3 de janeiro de 2012.
3. ↑  «Top 50 canções de dança». Consultado em 7 de Março de 2017
4. ↑  «Australian-charts.com – Neneh Cherry – Buffalo Stance» (em inglês). ARIA Top 50 Singles.  Consultado em 14-06-2016.
5. ↑  «Austriancharts.at – Neneh Cherry – Buffalo Stance» (em alemão). Ö3 Austria Top 40.
6. ↑  «Top Singles - Volume 50, No. 11, July 10, 1989». RPM. Consultado em 11 de setembro de 2011
7. ↑  «Dance/Urban - Volume 50, No. 3, May 15, 1989». RPM. Consultado em 11 de setembro de 2011
8. ↑  «Irish Singles Chart – Search for song». Irish Recorded Music Association. Consultado em 11 de setembro de 2011. Arquivado do original em 3 de junho de 2009
9. ↑  «Top 40-lijst van week 8, 1989» (em neerlandês). Dutch Top 40.
10. ↑  «Dutchcharts.nl – Neneh Cherry – Buffalo Stance» (em alemão). Single Top 100.
11. ↑  «Charts.nz – Neneh Cherry – Buffalo Stance» (em inglês). Top 40 Singles.
12. ↑  «Norwegiancharts.com – Neneh Cherry – Buffalo Stance» (em inglês). VG-lista.
13. ↑  «Swedishcharts.com – Neneh Cherry – Buffalo Stance» (em inglês). Singles Top 100.
14. ↑  «Swisscharts.com – Neneh Cherry – Buffalo Stance» (em inglês). Swiss Singles Chart.
15. ↑   «Official Singles Chart Top 100» (em inglês). Official Charts Company.
16. ↑  «Neneh Cherry Chart History (Hot 100)» (em inglês). Billboard.
17. ↑  «Neneh Cherry Chart History (Dance Club Songs)» (em inglês). Billboard.
18. ↑  «Neneh Cherry Chart History (Hot R&B/Hip-Hop Songs)» (em inglês). Billboard.
19. ↑  Ryan, Gavin (2011). Australia's Music Charts 1988-2010. Mt. Martha, VIC, Australia: Moonlight Publishing
20. ↑  Neneh Cherry Online retrieved April 4, 2008